# Geutersberg
Geutersberg ist ein Ortsteil der oberfränkischen Gemeinde Hochstadt am Main im Landkreis Lichtenfels.

## Geografie
Die Einöde liegt etwa acht Kilometer östlich von Lichtenfels an einem Hang. Der mit etwa 0,5 Kilometer Entfernung nächstliegende Ort ist das Dorf Reuth.

## Geschichte
Der Ortsname geht wohl auf den Familiennamen Geuder zurück.
Die Erstnennung war etwa 1450 in einem Verzeichnis über die Besitzrechte des Klosters Langheim als „Gewdersperg“. 1503 vererbte und verlieh Abt Heimeran von Langheim eine Sölde „vffn Geudersperg“ der Anna Geuderein oder Reuterin. 1586 bis 1650 war „Geüderszberg“ unbebaut. 1801 wurde der Ort Geutersberg in einer Beschreibung des Hochstifts Bamberg als Gegend, die nur aus ledigen Grundstücken bestand und früher zu Hochstadt gehörte bezeichnet.
1862 wurde die Landgemeinde Hochstadt, bestehend aus dem Kirchdorf Hochstadt und dem Weiler Gruben sowie der Einöde Geutersberg, in das neu geschaffene bayerische Bezirksamt Lichtenfels eingegliedert. 1871 zählte die Einöde fünf Einwohner und ein Gebäude. Sie gehörte zur 4,5 Kilometer entfernten katholischen Pfarrei in Zeuln. Die zuständige katholische Schule befand sich im 1,0 Kilometer entfernten Dorf Wolfsloch. Im Jahr 1900 lebten sechs Personen in einem Wohngebäude in Geutersberg, das dem Sprengel der 7,0 Kilometer entfernten evangelischen Pfarrei Obristfeld zugeordnet war. Die zuständige katholische Schule befand sich im 2,0 Kilometer entfernten Hochstadt. 1925 lebten in dem Ort 5 Personen in einem Wohngebäuden. 1950 hatte die Einöde 6 Einwohner und 1 Wohngebäude. Sie war von der Pfarrei Marktzeuln ausgepfarrt und der Pfarrei Hochstadt angeschlossen worden und gehörte zum Sprengel der evangelischen Pfarrei Schwürbitz. Im Jahr 1970 zählte Geutersberg sieben Einwohner und 1987 drei Einwohner sowie ein Wohngebäude mit einer Wohnung.